# 키슈쿤머이셔구

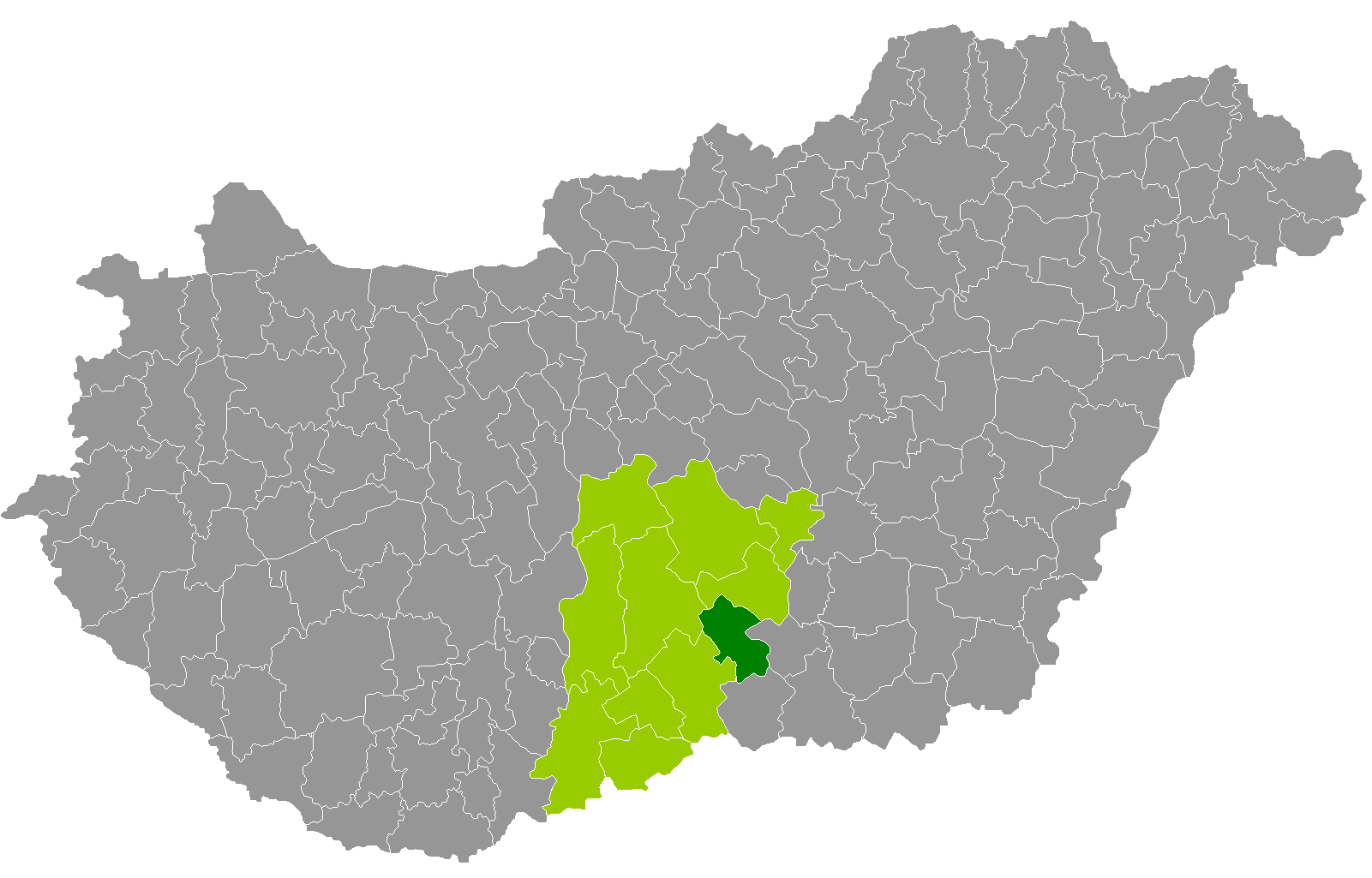
바치키슈쿤주 지도에 표시된 키슈쿤머이셔구의 위치

키슈쿤머이셔구(헝가리어: Kiskunmajsai járás)는 헝가리 바치키슈쿤주에 위치한 구로 구청 소재지는 키슈쿤머이셔이며 면적은 485.13km2, 인구는 18,908명(2011년 기준), 인구 밀도는 39명/km2이다.
북쪽으로는 키슈쿤펠레지하저구, 동쪽으로는 촌그라드처나드주 키슈텔레크구, 남쪽으로는 촌그라드처나드주 모러헐롬구, 서쪽으로는 키슈쿤헐러시구, 키슈쾨뢰시구와 접한다. 6개 지방 자치체(1개 시, 5개 마을)를 관할한다.

구 문장